# Hurts
Hurts este un duo britanic aparținând genului muzical synthpop, format în Manchester, de vocalistul Theo David Hutchcraft (n. 30 august 1986, Richmond) și synthesistul Adam David Anderson (n. 14 mai 1984, Manchester). 
În iulie 2009, trupa a fost numită "Trupa Zilei" pe site-ul britanic The Guardian. În urma voturilor sondajului de opinie în legătură cu "Sunetul anului 2010", realizat de către site-ul canalului de televiziune BBC, trupa a atins locul 4. La începutul lui 2010, trupa a lansat oficial primul său single Better Than Love și, astfel, au început să cânte în diferite evenimente live. Melodia lor "Illuminated" a apărut pe coloana sonoră a reclamei canalului britanic Sky1 HD, pentru a promova cele mai vizionate seriale din cadrul acestuia în format HD, în primăvara/vara lui 2010. Albumul lor de debut, Happiness, a fost lansat oficial în Marea Britanie pe data de 3 septembrie 2010, iar în România pe 18 septembrie 2010, prin Nova Music Distribution, și conține un duet cu cântăreața australiană Kylie Minogue intitulat "Devotion".
În septembrie 2010, turneul lor din Marea Britanie a fost un succes impresionant, biletele vânzându-se complet.

## Istoricul trupei

### 2005-2008: debutul
Theo Hutchcraft și Adam Anderson se întâlnesc într-un club de noapte din Manchester
în 2005. În timpul acelei nopți, beți fiind, ei ajung să se cunoască și să
vorbească despre muzică, realizând că au lucruri în comun. Prin urmare, cei doi
tineri decid să formeze o trupă. Timp de câteva luni, aceștia făceau schimb de
muzică și cântece prin e-mail, înainte de a forma trupa Bureau, în martie 2006. Ei
semnează cu casa de discuri High Voltage Sounds și realizează primul
lor single intitulat “After Midnight/Dollhouse” în noiembrie același an, piesă care a devenit Single-ul săptămânii pe Xfm. În 2007, Bureau se destramă, însă Theo și Adam decid să formeze o nouă trupă, Daggers. Ei semnează cu Label Fandango și în octombrie lansează un alt dublu-single A-side, "Money"/"Magazine", care deși a eșuat în clasamente, a fost nominalizat la Popjustice Twenty Quid Music Prize.
În 2008 Daggers lucrează cu producătorii Biff Stannard și Richard X, însă după un spectacol dezastruos A&R în Londra, cei doi se întorc în Manchester pentru a reflecta la viitorul
trupei. Între timp ei înregistrază o baladă numită “Unspoken” și se decid să
colaboreze în viitor ca un duo. La data de 30 ianuarie 2009, Daggers anunță
separarea prin intermediul Myspace.

### 2009: nașterea Hurts
Acum numit Hurts, duo-ul înregistrează un video amator, intitulat “Wonderful
life” și il postează pe YouTube. La data de 27 iulie, ei sunt
numiți “Formația zilei” de către The Guardian.
Acest titlu a creat o adevărată vâlvă în jurul celor doi, iar la data de 7 decembrie a aceluiaș an, au anunțat finalizarea câtorva cântece pentru Sound of 2010, un sondaj anual de muzică condus de BBC. Ca urmare a promovării în BBC Radio 1 a melodiei “Wonderful life”, Hurts sunt invitați să înregistreze în Maida Vale Studios în 9 decembrie, pentru show-ul radio al lui Huw Stephens, unde ei vor interpreta “Illuminated” și “Silver Lining”.

### 2010-2012:Happiness

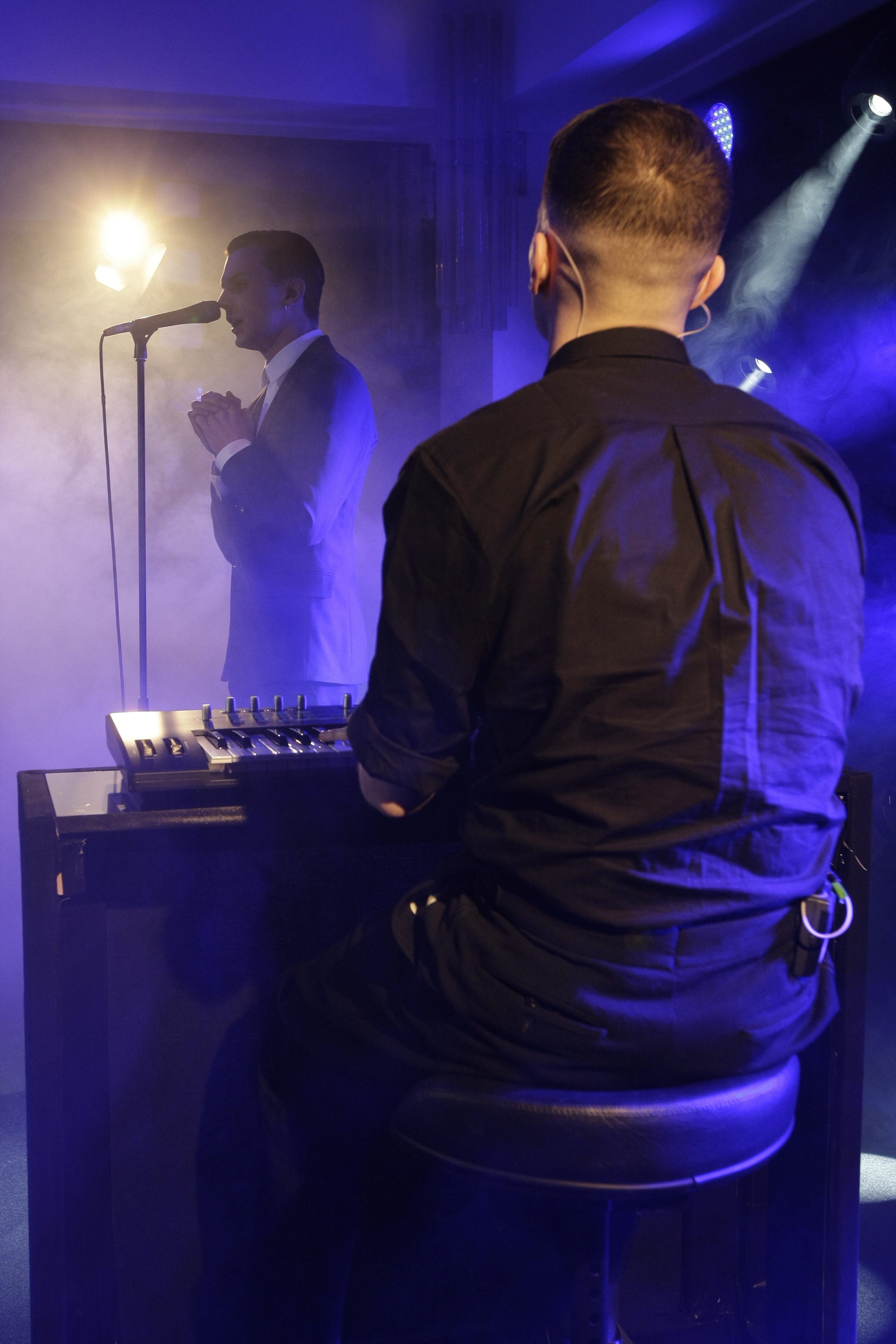
Hurts at a special performance during Michalsky's StyleNite of Berlin Fashion Week, January 2010

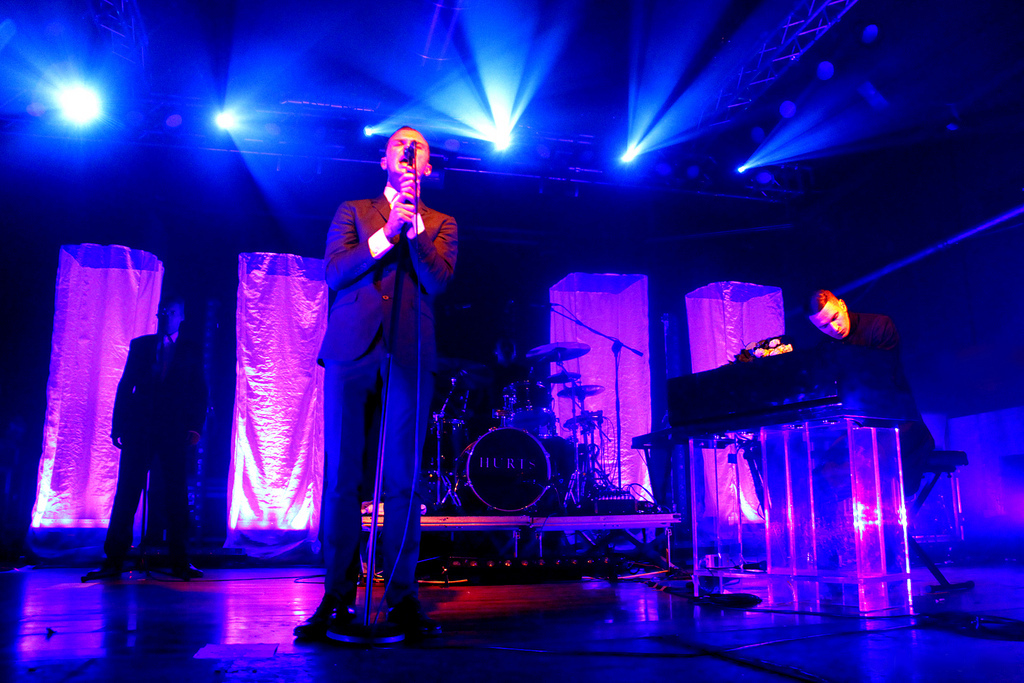
Hurts performing in Milan, 24 October 2010.

Anul 2010 începe cu Hurts terminând pe locul 4 în sondajul “ Sound of 2010”, după Ellie Goulding, Marina and the Diamonds și Delphic. Pe 7 ianuarie, Zane Lowe a prezentat premiera piesei “Blood, tears and gold” la “Hottest Record in The World” și un nou videoclip self-made a debutat online trei zile mai târziu. Având un disc ediție limitată cu un remix al piesei “Wonderful life” realizat de Arthur Baker, Hurts performează în primul lor concert ca Hurts pe 22 ianuarie la Michalsky Stylenite în Berlin, urmat de
altul la biserica St Phillips în Salford pe 22 februarie. În luna martie a aceluiași an, “Wonderful life” este în sfârșit difuzat la radio în spațiul european. Single-ul cunoaște un mare succes în Danemarca, Cipru și Rusia. La 10 martie, “Better than love” devine primul titlu care se clasează pe primul loc în Show-ul lui Huw Stephen de la BBC Radio 1 în Anglia. Hurts sunt invitați să interpreteze la MAD Video Music Awards la Atena, în fața a peste 11 000 de persoane, pe data de 15 iunie 2010. La scurt timp, Kylie Minogue anunță
că va înregistra o melodie cu duo-ul. Astfel se naște piesa “Devotion”, titlu ce va fi inclus pe primul lor album. Pentru a-i mulțumi cântăreței australience, Hurts interpretează hit-ul “Confide in me” pentru versiunea web a revistei The Sun. Kylie Minogue le va mulțumi la rândul său prin interpretarea melodiei lor, Wonderful life, la “Live Lounge”.
În vara anului 2010, Hurts a participat la mai multe festivaluri, inclusiv “V festival”, “T in the Park” din Anglia, “Pukkelpop” în Belgia și “SWR3 New Pop Festival” în Germania. Albumul “Happiness” este în sfârșit înregistrat la “Sunshine Dance Studio” din Manchester, la 6 septembrie 2010. Va ajunge direct pe locul 4 în topul Marii Britanii și se va vinde în 25 000 de exemplare în prima săptămână, fiind cel mai bine vândut album din 2010.
În octombrie, Hurts începe un turneu, concertând în orașe precum Brighton, Leeds, Glasgow, Manchester, Birmingham, Bristol și Londra. Single-ul
lor, “Stay”, în noiembrie va ajunge al 50-lea în topurile din Marea Britanie. Pentru titlul “Wonderful life” vor primi Discul de Platină pentru numărul record de vânzări: 500 000 de exemplare, iar formația va primi “Premiul pentru cel mai bun grup nou” la Premiile BAMBI. De asemenea, vor fi nominalizați la MTV Europe Music Awards, la categoria Best Push Artist. Hurts va intra în decembrie 2010 pe UK Arena Tour alături de trupa Scissors Sisters, și vor realiza un cântec numit “All I want for Christmas is A New Year’s Day” . Din februarie 2011, albumul Happiness ajunge în Top 30 albume în clasamentele britanice, eveniment urmat de un al doilea turneu național, de apariții la televiziune, inclusiv în “Graham Norton Show” și câștigă premiul pentru cel mai bun grup la Premiile NME, pe 23 februarie în același an. Cu acest prilej, vor interpreta hit-ul lor “Wonderful life”. Al patrulea cântec de pe album, Sunday, a fost lansat în magazine la 27 februarie și ajunge pe locul
57. În martie, Hurts primește premiul pentru “Best New Talent” la ECHO Awards. Al cincilea single, Illuminated, a fost lansat în Anglia la data de 9 mai, și ocupă locul 159. La
26 iunie 2011, Theo și Adam apar pe scena John Peel la festivalul “Glastonbury”. Cititorii revistei NME îi vor nominaliza pentru cea mai bună performanță la festivaluri, alături de U2, Coldplay șiBeyoncé. În iunie 2011, Hurts va anunța pe pagina de Facebook că vor remixa titlul Lonely Lisa al lui Mylène Farmer. În septembrie 2011, Happiness s-a vândut în 150 000 de exemplare în Marea Britanie, rămânând tot anul în Top 200 în clasamentul albumelor. O ediție limitată CD-DVD se face la 31 octombrie.
Aceasta s-a vândut în 300 000 de exemplare în Germania. Cea de a treia piesă de
pe album, „Blood, tears and gold”, se lansează la 7 octombrie 2011 în Germania.
Hurts pornește în al treilea turneu european în octombrie 2011, vizând țările:
Ucraina, Republica Cehă, Polonia, Germania, Lituania, Estonia, Finlanda, Rusia,
Belarus, Serbia, Croația, Italia, Grecia, Austria, Elveția, Macedonia și
Regatul Unit. La 4 noiembrie 2011, Hurts a susținut ultimul concert din cadrul turneului Happiness la Brixton Academy, unde li s-a alăturat și Kylie Minogue pentru a interpreta "Devotion" și "Confide in Me".

### Din 2012: Exile
În septembrie 2012, Hurts a început înregistrarea următorului album. Ei lucrează și de această dată, tot cu Jonas Quant. La 14 decembrie 2012, au anunțat că al doilea album al lor, „Exile”, va fi disponibil
începând cu 11 martie 2013 și va putea fi pre-comandat pe iTunes. Acest anunț a
fost însoțit de un videoclip. 
Videoclipul conține un fragment de pe noul album, The Road, și a fost
lansat pe 14 decembrie 2012 pe YouTube. În toamna lui 2013 acest video a fost nominalizat la UK Music Video Awards la categoria Best Music Ad - TV or Online.
Piesa de titlu a albumului a fost „Miracle”, difuzată la 4 ianuarie 2013 pe BBC Radio 1. Hurts participă la Brit Awards pe 20 februarie 2013, iar pe 29 iunie în același an participă la Festivalul Glastonbury.
Pe 23 februarie, s-a confirmat că Elton John va lua parte la înregistrarea piesei «Help» de pe noul album. Exile a fost lansat pe 8 martie 2013, intrând în top 10 în zece țări din lume, și debutând pe poziția a treia în Germania și poziția a noua în UK. "Blind" a fost lansat ca cel de-al doilea single pe 20 mai, iar "Somebody to Die For" a urmat ca al treilea pe 21 iulie.

## Membri
- Theo Hutchcraft – voce
- Adam Anderson – electronice, chitară SURRENDER în anul 2015,Hurts au anunțat următorul album,SUrrender,care va fi lansat în octombrie anul aceste.Prima lor melodie "Some Kind of Heaven" a fost deja lansată și se bucură de un mare succes.

## Discografie

### Albume de studio
| An   | Detalii album                                                                               | Poziții în topuri | Poziții în topuri | Poziții în topuri | Poziții în topuri | Poziții în topuri | Poziții în topuri |    |
| An   | Detalii album                                                                               | UK                | AUT               | GER               | IRL               | SWE               | SWI               | RO |
| ---- | ------------------------------------------------------------------------------------------- | ----------------- | ----------------- | ----------------- | ----------------- | ----------------- | ----------------- | -- |
| 2010 | Happiness - Released: 6 September 2010 - Label: RCA Records - Formats: CD, digital download | 4                 | 2                 | 2                 | 9                 | 4                 | 2                 | 1  |

### Alte proiecte muzicale
| An   | Detalii album                                                                                    |
| ---- | ------------------------------------------------------------------------------------------------ |
| 2010 | The Belle Vue EP - Lansat: 9 iulie 2010 - Casa de discuri: Sony Music - Format: digital download |

### Single-uri
| An                                         | Single             | Poziție de top | Poziție de top | Poziție de top | Poziție de top | Poziție de top | Poziție de top | Poziție de top | Poziție de top | Poziție de top | Poziție de top | Album     |
| An                                         | Single             | UK             | AUT            | DEN            | FIN            | GER            | IRL            | NLD            | SWE            | SWI            | EU             | Album     |
| ------------------------------------------ | ------------------ | -------------- | -------------- | -------------- | -------------- | -------------- | -------------- | -------------- | -------------- | -------------- | -------------- | --------- |
| 2010                                       | "Better Than Love" | 50             | —              | —              | —              | —              | —              | 88             | —              | 56             | —              | Happiness |
| 2010                                       | "Wonderful Life"   | 21             | 7              | 8              | 15             | 2              | 38             | 83             | 35             | 8              | 10             | Happiness |
| "—" înseamnă că single-ul nu a fost lansat |                    |                |                |                |                |                |                |                |                |                |                |           |

## Turnee
Artiști principali
- NME Radar Tour (2010)[19]
- Happiness Tour (2010–12)
- Exile Tour (2013–prezent)
- Art on Ice Tour (2014)[20]

În deschidere
- The Night Work Tour — Scissor Sisters Tour (2010)[21]